# HD 67827
HD 67827，又名BD+39 2065，SAO 60625、HR 3193，是一颗恒星，视星等为6.58，位于銀經182.23，銀緯31.5，其B1900.0坐标为赤經8h 4m 43.8s，赤緯+39° 31.5′ 43″。